# Dekanat ruzski
Dekanat ruzski – jeden z 48 dekanatów eparchii moskiewskiej obwodowej Rosyjskiego Kościoła Prawosławnego. Obejmuje cerkwie położone w części rejonu ruzskiego obwodu moskiewskiego. Funkcjonują w nim cztery cerkwie parafialne miejskie, dwadzieścia siedem cerkwi parafialnych wiejskich, pięć cerkwi filialnych i osiem kaplic.
Funkcję dziekana pełni protojerej Igor Lepieszynski.

## Cerkwie w dekanacie[1]
- Cerkiew Opieki Matki Bożej w Aleksinie
- Cerkiew Ikony Matki Bożej „Znak” w Anninie
- Cerkiew św. Michała Archanioła w Archangielskim
- Cerkiew Opieki Matki Bożej w Bogorodskim

Cerkiew św. Spirydona z Trimifunty w Bogorodskim
- Cerkiew Zaśnięcia Matki Bożej w Borziecowie
- Cerkiew św. Leukiusza w Brikiecie
- Cerkiew Kazańskiej Ikony Matki Bożej w Bryńkowie
- Cerkiew Odnowienia Świątyni Zmartwychwstania Pańskiego w Jerozolimie w Wasilewskim
- Cerkiew Zmartwychwstania Pańskiego w Woskriesienskim
- Cerkiew Kazańskiej Ikony Matki Bożej w Gorbowie
- Cerkiew Zmartwychwstania Pańskiego w Iwojłowie
- Cerkiew Zmartwychwstania Pańskiego w Kożinie
- Cerkiew Narodzenia Matki Bożej w Kolubakinie
- Cerkiew Ikony Matki Bożej „Znak” w Komlewie
- Cerkiew Podwyższenia Krzyża Pańskiego w Kostinie
- Cerkiew Ikony Matki Bożej „Życiodajne Źródło” w Łyzłowie

Kaplica św. Aleksandra Newskiego
Kaplica Objawienia Pańskiego
- Cerkiew Trójcy Świętej w Makieisze

Kaplica św. Dymitra Dońskiego
Kaplica Iwerskiej Ikony Matki Bożej
- Cerkiew św. Michała Archanioła w Michajłowskim
- Cerkiew Narodzenia Pańskiego w Mytnikach
- Cerkiew Przemienienia Pańskiego w Niestierowie
- Cerkiew Narodzenia Matki Bożej w Nikolskim
- Cerkiew św. Mikołaja w Nikolskim

Kaplica Ikony Matki Bożej „Nieoczekiwana Radość”
- Cerkiew Smoleńskiej Ikony Matki Bożej w Nowo-Gorbowie
- Cerkiew Opieki Matki Bożej w Pokrowskim
- Cerkiew Kazańskiej Ikony Matki Bożej w Porieczju

Cerkiew św. Jerzego w Porieczju
- Cerkiew Narodzenia Pańskiego w Rożdiestwienie
- Cerkiew św. Dymitra Sołuńskiego w Ruzie

Cerkiew św. Jerzego w Ruzie
Cerkiew św. Pantelejmona w Ruzie
Cerkiew Iwerskiej Ikony Matki Bożej w Ruzie
Kaplica św. Pantelejmona
- Cerkiew Świętych Borysa i Gleba w Ruzie
- Cerkiew Zmartwychwstania Pańskiego w Ruzie
- Cerkiew Opieki Matki Bożej w Ruzie
- Cerkiew Zaśnięcia Matki Bożej w Tuczkowie

Kaplica Opieki Matki Bożej
Kaplica św. Mikołaja